# زمانی که باد آرام بگیرد
زمانی که باد آرام بگیرد (فرانسوی: Si le vent tombe‎) یک فیلم به کارگردانی نورا مارتیروسیان می‌باشد.

## بازیگران
- گرگوار کولین در نقش آلن
- هایک باخریان در نقش ادگار
- آرمان ناواساردیان در نقش سیران
- داویت هاکوبیان در نقش کوریون
- وارطان پتروسیان در نقش آرمن
- نارینه گریگوریان در نقش کارینه

## نمایش
- انتخاب رسمی به جشنواره فیلم کن ۲۰۲۰
- Label انجمن سینمای مستقل و پخش آن ۲۰۲۰
- Rencontres انجمن فرانسوی سینماهای هنر و داستان کوتاه ۲۰۲۰
- انتخاب رسمی - جشنواره فیلم فرانسوی‌زبان آنگولم ۲۰۲۰
- انتخاب رسمی - جشنواره سینمای مستقل و تولید اوش  ۲۰۲۰
- رسما رقابتی - جشنواره بین‌المللی فیلم فرانکوفون نمور([ژ]) ۲۰۲۰
- "Industry Selects" - جشنواره بین‌المللی فیلم تورنتو ۲۰۲۰
- بجز بخشرقابتی - جشنواره بین‌المللی فیلم مستقل بوردو  ۲۰۲۰
- رقابتی - جشنواره سینمای مدیترانه مون‌پلیه ۲۰۲۰
- انتخاب رسمی - ای‌اف‌آی فست ۲۰۲۰
- انتخاب رسمی - جشنواره بین‌المللی فیلم زردآلوی طلایی ایروان ۲۰۲۰
- رقابتی - جشنواره فیلم سارلات ۲۰۲۰
- بجز بخشرقابتی - جشنواره بین‌المللی فیلم آمین ۲۰۲۰
- بجز بخشرقابتی - جشنواره فیلم آراس ۲۰۲۰
- «جایزه ویژه هیئت داوران " رقابتی premiers films - جشنواره فیلم شب‌های سیاه تالین ۲۰۲۰
- انتخاب رسمی - جشنواره فیلم توکیو فیلمکس ۲۰۲۰
- جایزخ " الکساندر نقره‌ای " رقابتی Rencontrez les Voisins - جشنواره بین‌المللی فیلم تسالونیکی ۲۰۲۰
- Mention spéciale du jury, رقابتی " چهره فرانسوی‌زبانی " - جشنواره فیلم‌های فرانسوی‌زبان سینمانیا ۲۰۲۰

## یادداشت
1. ↑  Emmanuelle Pagano
2. ↑  Olivier Torres
3. ↑  Guillaume André
4. ↑  Hayk Bakhryan
5. ↑  Arman Navasardyan
6. ↑  David Hakobyan
7. ↑  Vartan Petrossian
8. ↑  Pierre-Yves Cruaud
9. ↑  Simon Roca
10. ↑  Yorgos Lamprinos
11. ↑  SISTER Productions
12. ↑  Aneva Production
13. ↑  Kwassa Films
14. ↑  fr: